# Биччи ди Лоренцо
Биччи ди Лоренцо (итал. Bicci di Lorenzo; 1373, Флоренция — 1452, Флоренция) — живописец и скульптор флорентийской школы периода кватроченто.

## Биография
Биччи ди Лоренцо родился во Флоренции в семье живописца Лоренцо ди Биччи (ок. 1350—1427) и Лючии д’Анджело да Панцано. Из-за сходства имён Биччи ди Лоренцо долгое время путали с его отцом, также живописцем и архитектором, Лоренцо ди Биччи. В частности, Дж. Вазари в своих «Жизнеописаниях наиболее знаменитых живописцев, ваятелей и зодчих» при жизни Лоренцо приписывал ему работы, в основном относящиеся к Биччи ди Лоренцо (разночтения в последовательности написания имён, принятые в разных источниках, многократно умножили изначальную путаницу). Семья потомственных художников насчитывает три поколения мастеров. Живописцами были брат Биччи ди Лоренцо, Нери ди Лоренцо, и сын Биччи ди Лоренцо — Нери ди Бичи (1418—1492).
Считается, что искусству живописи Биччи ди Лоренцо научил его отец. Сын унаследовал отцовскую мастерскую около 1405 года. Связанный с поздним стилем интернациональной готики, Биччи-сын работал под влиянием Лоренцо Монако, Джентиле да Фабриано и Фра Беато Анджелико. Среди его основных произведений: «Мадонна» (1433) в галерее Пармы и «Рождество» (1435) в церкви Сан-Джованнино-деи-Кавальери во Флоренции.
Он также является автором многочисленных фресок в разных храмах Флоренции и окрестностей. В Санкт-Петербургском Эрмитаже имеется его картина «Мадонна с Младенцем, Св. Иаковом и Иоанном Крестителем» (Инв. № 8463).

## Галерея

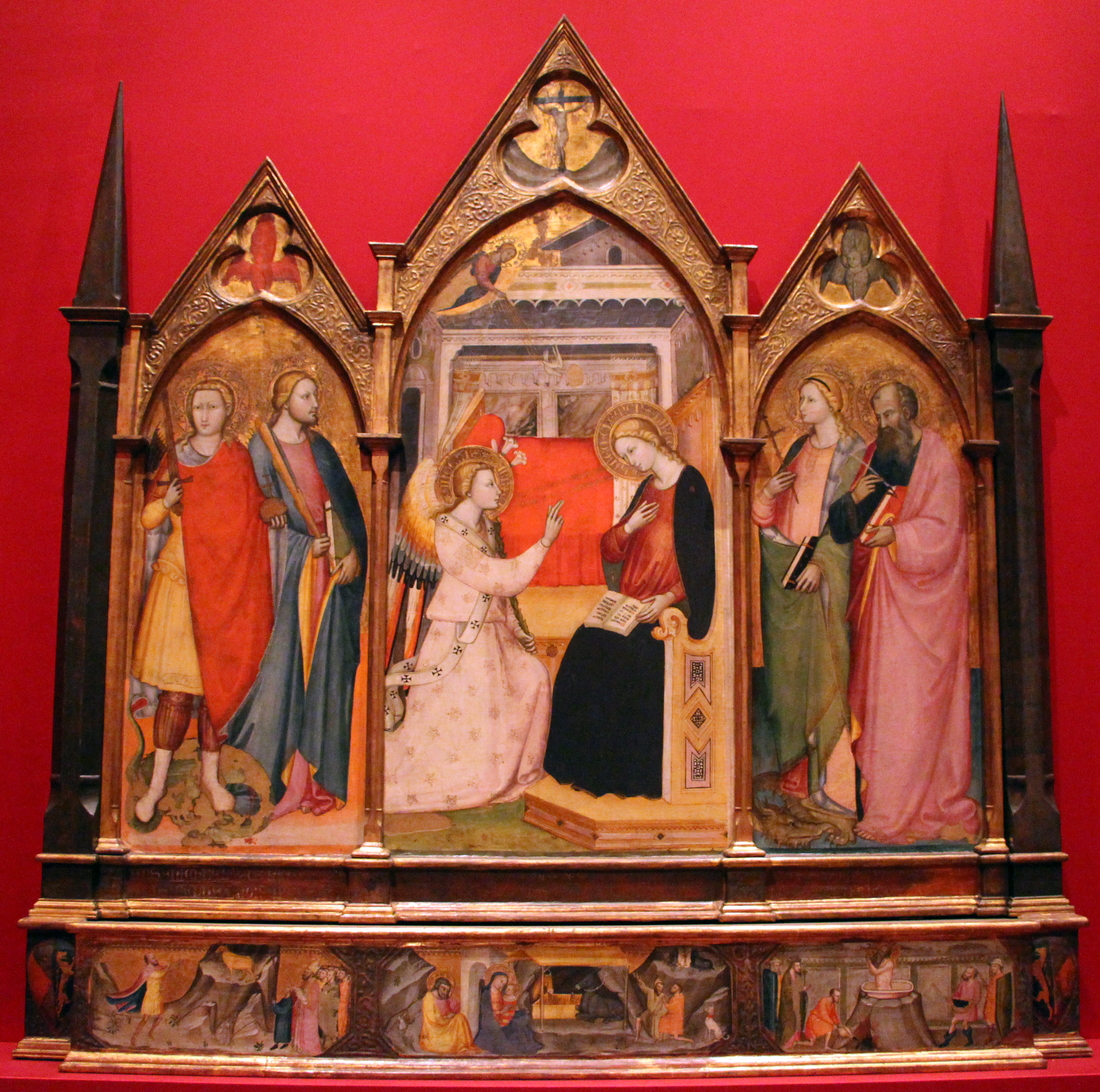
Благовещение со святыми Михаилом, Иаковом Младшим, Маргаритоы и Иоанном. 1414. Дерево, темпера. Церковь Санта-Мария-Ассунта, Пратовеккьо-Стия, Тоскана
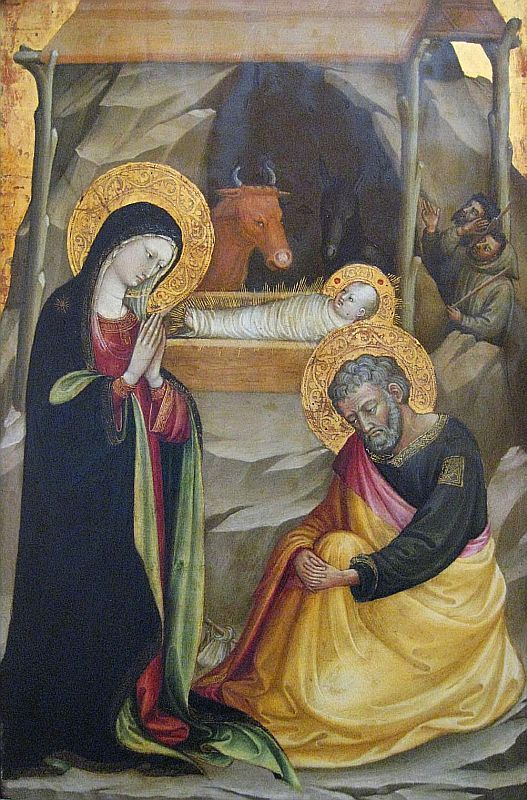
Рождество. Между 1430 и 1435. Дерево, темпера. Музей Вальрафа-Рихарца, Кёльн
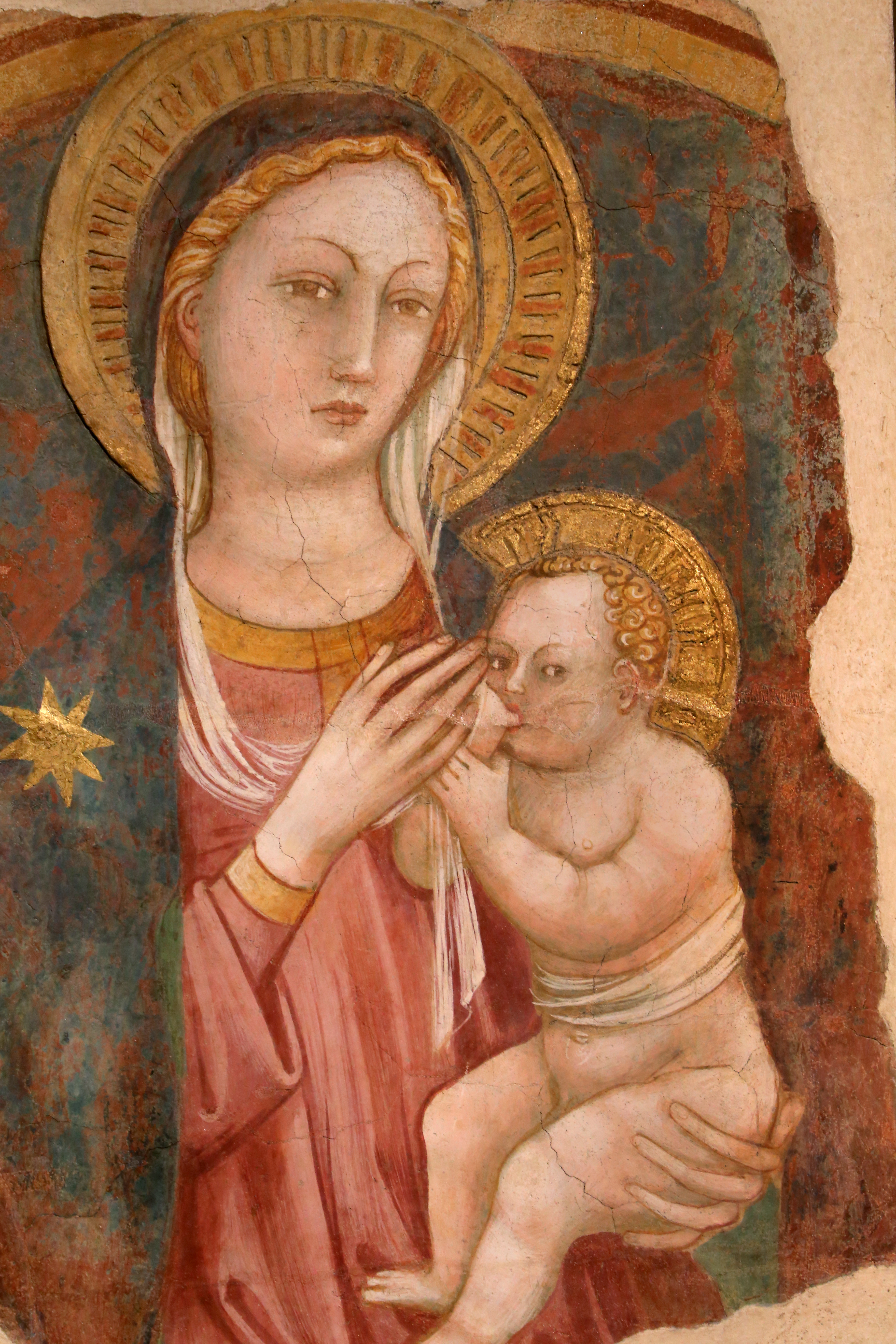
Мадонна с Младенцем. Ок. 1390. Дерево, темпера. Церковь Сан-Леолино, Риньяно-суль-Арно, Тоскана
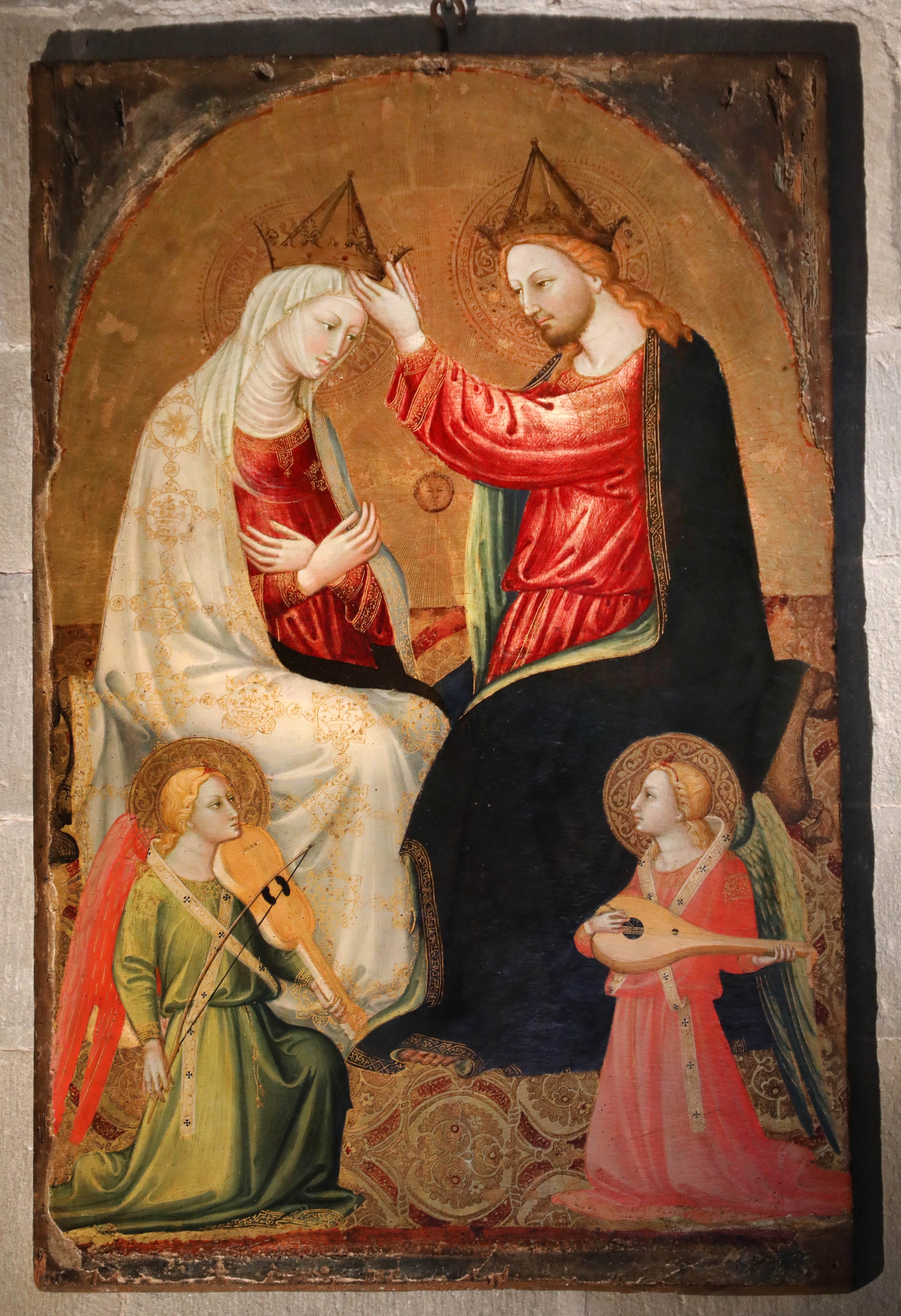
Коронование Девы Марии. Между 1400 и 1450. Дерево, темпера. Пеша, Тоскана
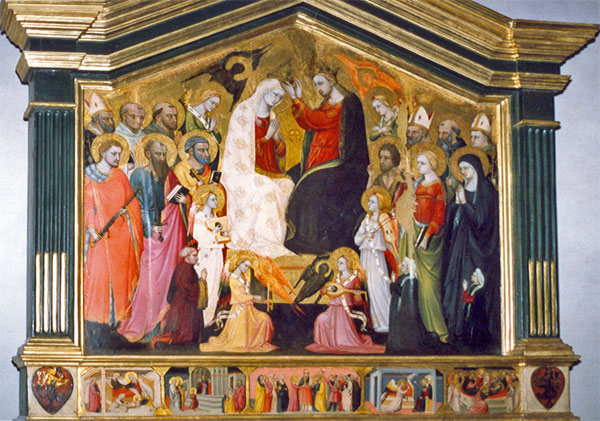
Коронование Девы Марии и двенадцать святых. До 1430. Дерево, темпера. Церковь Санта-Тринита, Флоренция
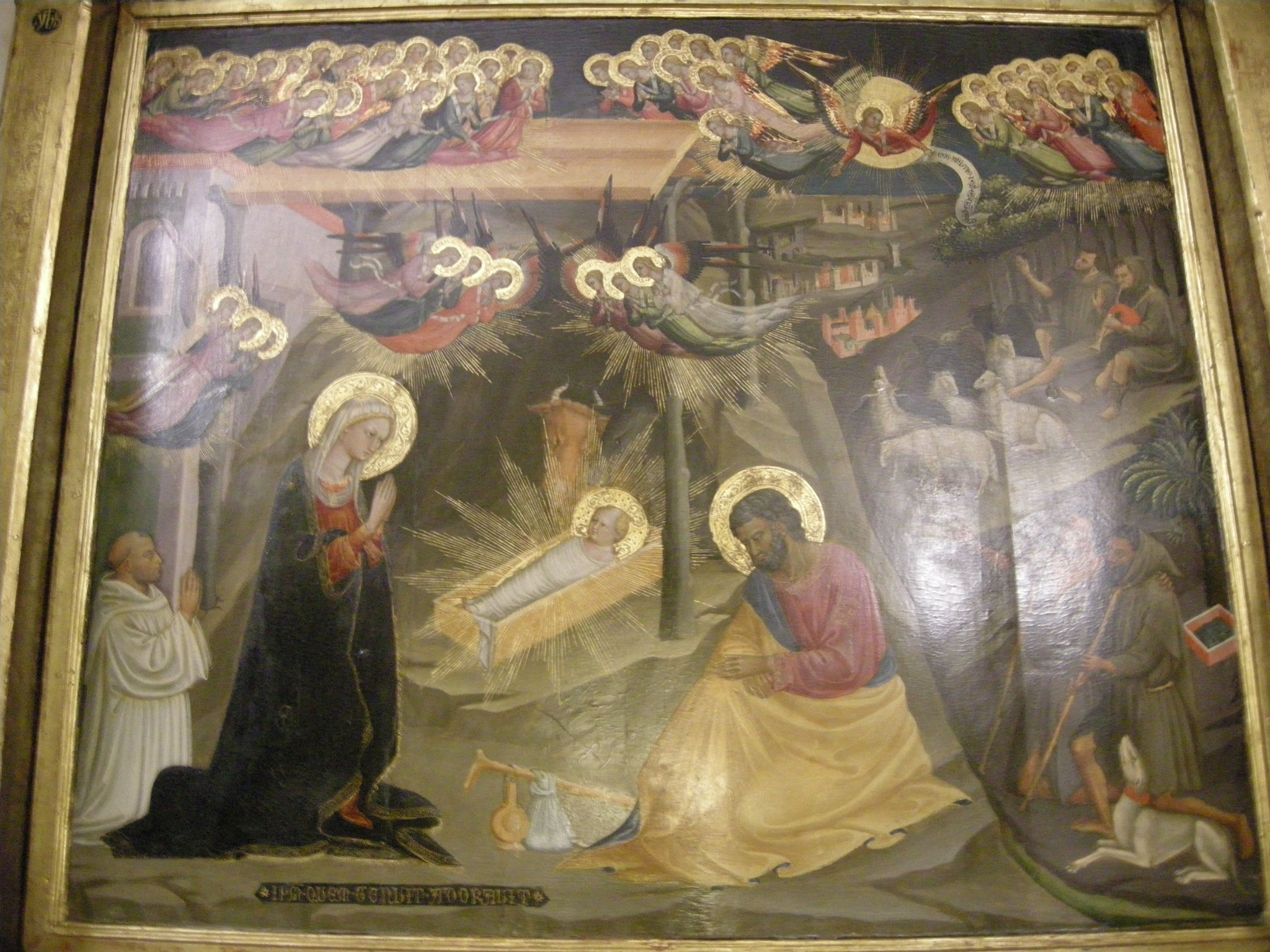
Рождество. 1435. Дерево, темпера, масло. Церковь Сан-Джованнино-деи-кавальери
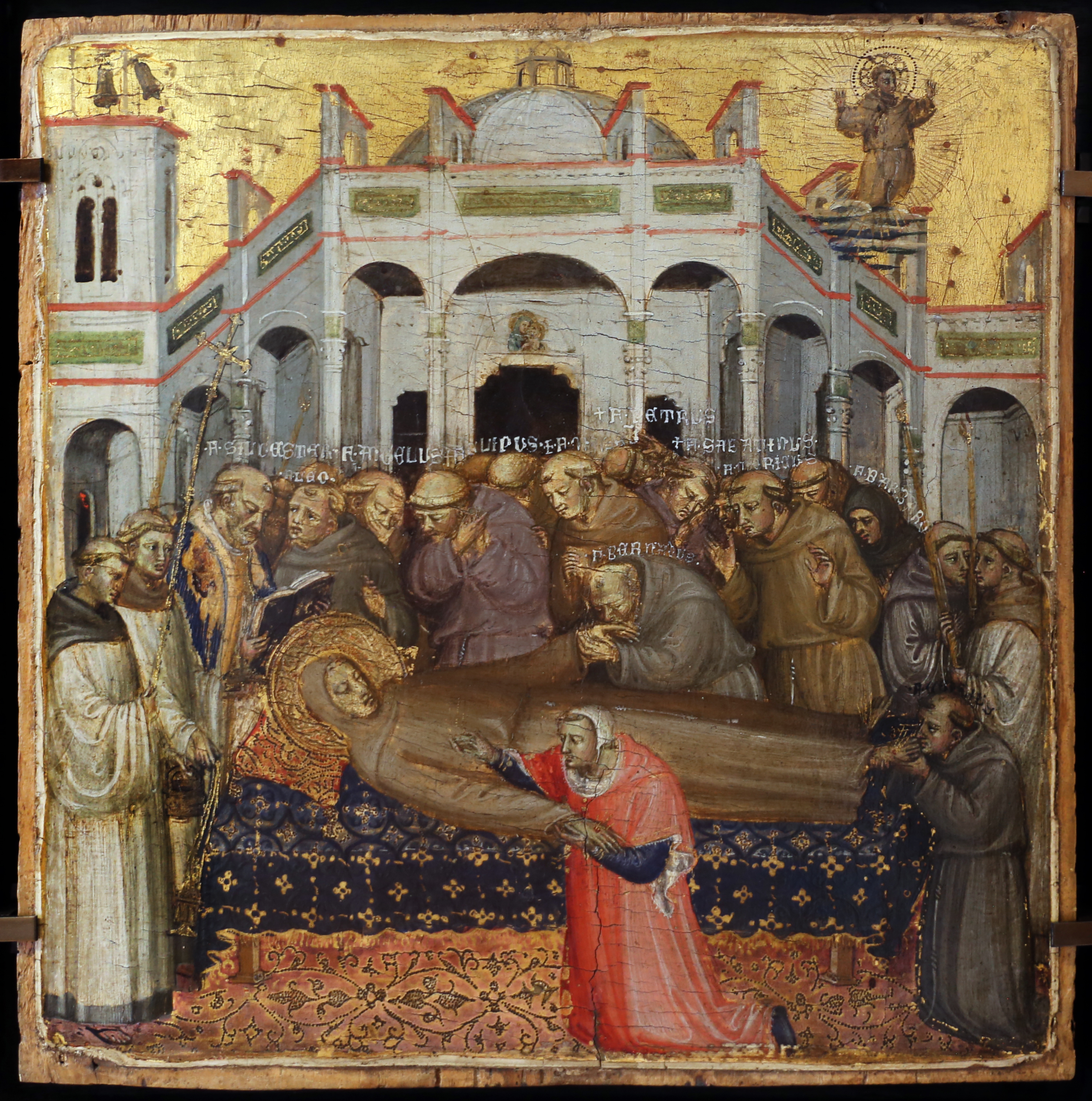
Похороны Святого Франциска. Между 1430 и 1439. Дерево, темпера, золочение. Музей Пти-Пале, Авиньон
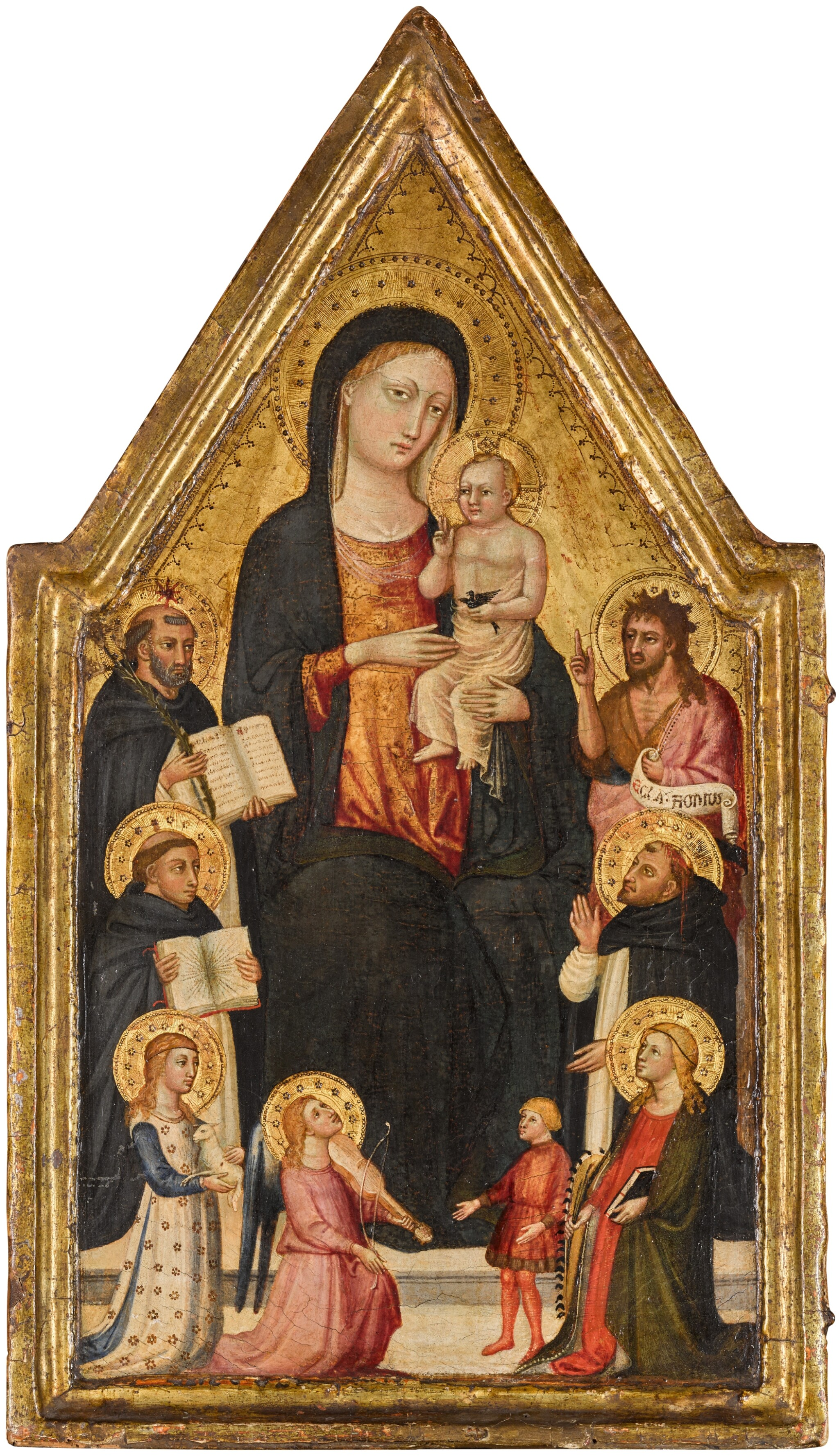
Мадонна с Младенцем, святыми, ангелом и донатором. Частное собрание